# Anta Grande de Comenda da Igreja
L'Anta Grande da Comenda da Igreja (aussi appelé Anta Grande da Herdade da Igreja) est un dolmen situé dans la freguesia de Nossa Senhora do Bispo (pt) sur le territoire de la municipalité d'Évora (district d'Évora, Portugal),. 
Le mot anta est l'équivalent portugais d'« ante » (pilier terminal d'un temple grec ou romain), mais il est aussi employé pour désigner les pierres d'un dolmen ou le dolmen lui-même. Environ 5 000 structures mégalithiques de ce type ont été construites au Néolithique dans l'ouest de la péninsule Ibérique par les successeurs de la culture de la céramique cardiale ou Cardial.
Il est classé monument national depuis 1936 .

## Description
Ce monument mégalithique est en grande partie conservée et se compose de la chambre et d'un couloir de plus de 10 m de long. La chambre polygonale mesure 4,80 × 4,5 m et près de 6 m de haut. La pierre angulaire, brisée au milieu, est courbée mais repose toujours sur sa surface. L'allée couverte possède encore plus de 12 orthostates de soutènement et six dalles de recouvrement. Les vestiges du tumulus d'origine sont visibles sur le terrain.

### Fouilles archéologiques
Les trouvailles conservées au Musée national d'Archéologie de Lisbonne proviennent de fouilles du début du XXe siècle :
- plus de 100 haches et houes en pierre.
- environ 350 pointes de flèches de formes diverses.
- plusieurs centaines de perles en améthyste, ambre, jais, malachite, ardoise, variscite ou cristal de roche.
- plus de 60 idoles en ardoise incisées et 20 fragments de celles-ci, dont quatre crosses.
- tessons pour la plupart non décorés de plus de 50 récipients.

## Galerie

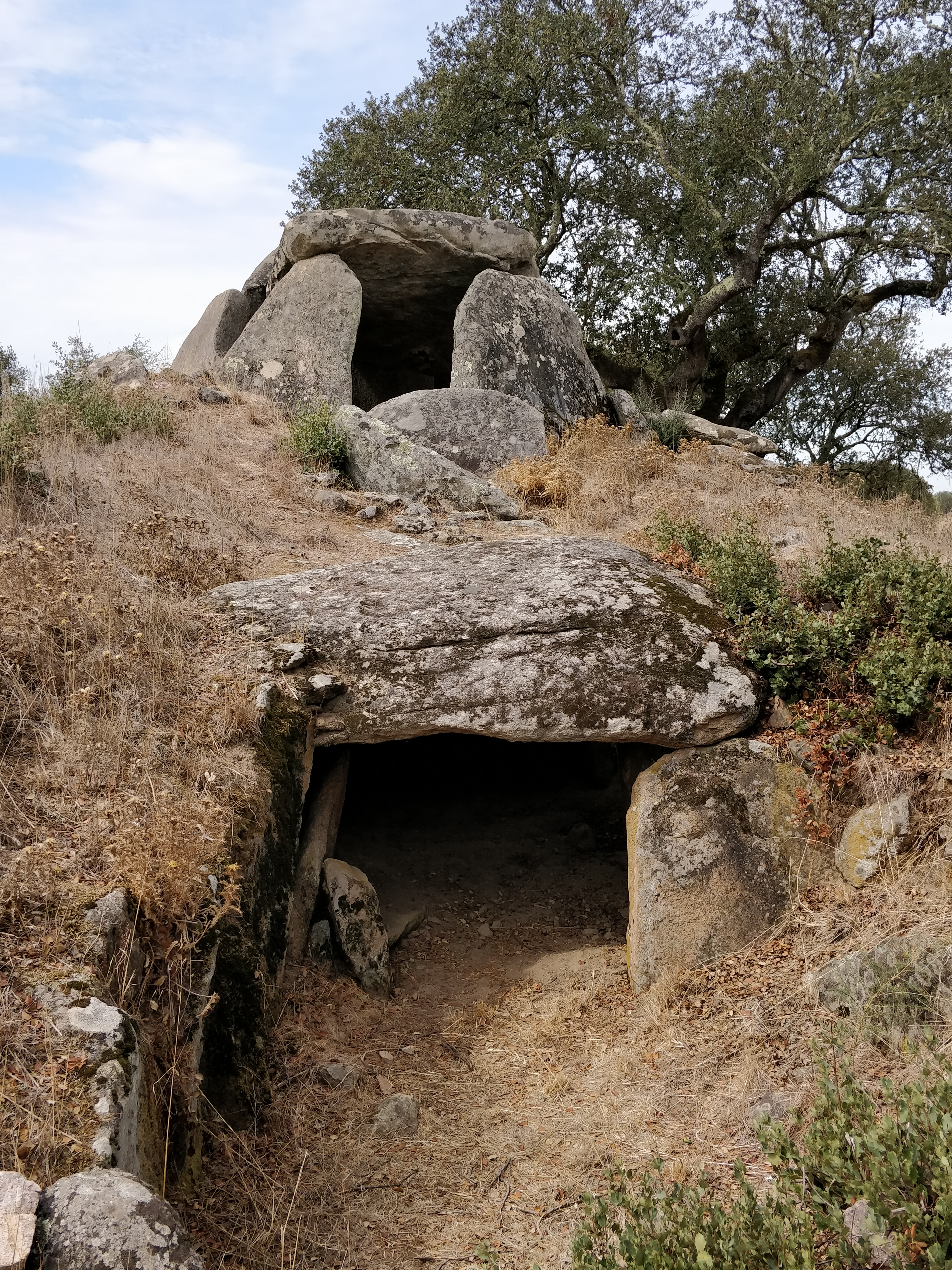
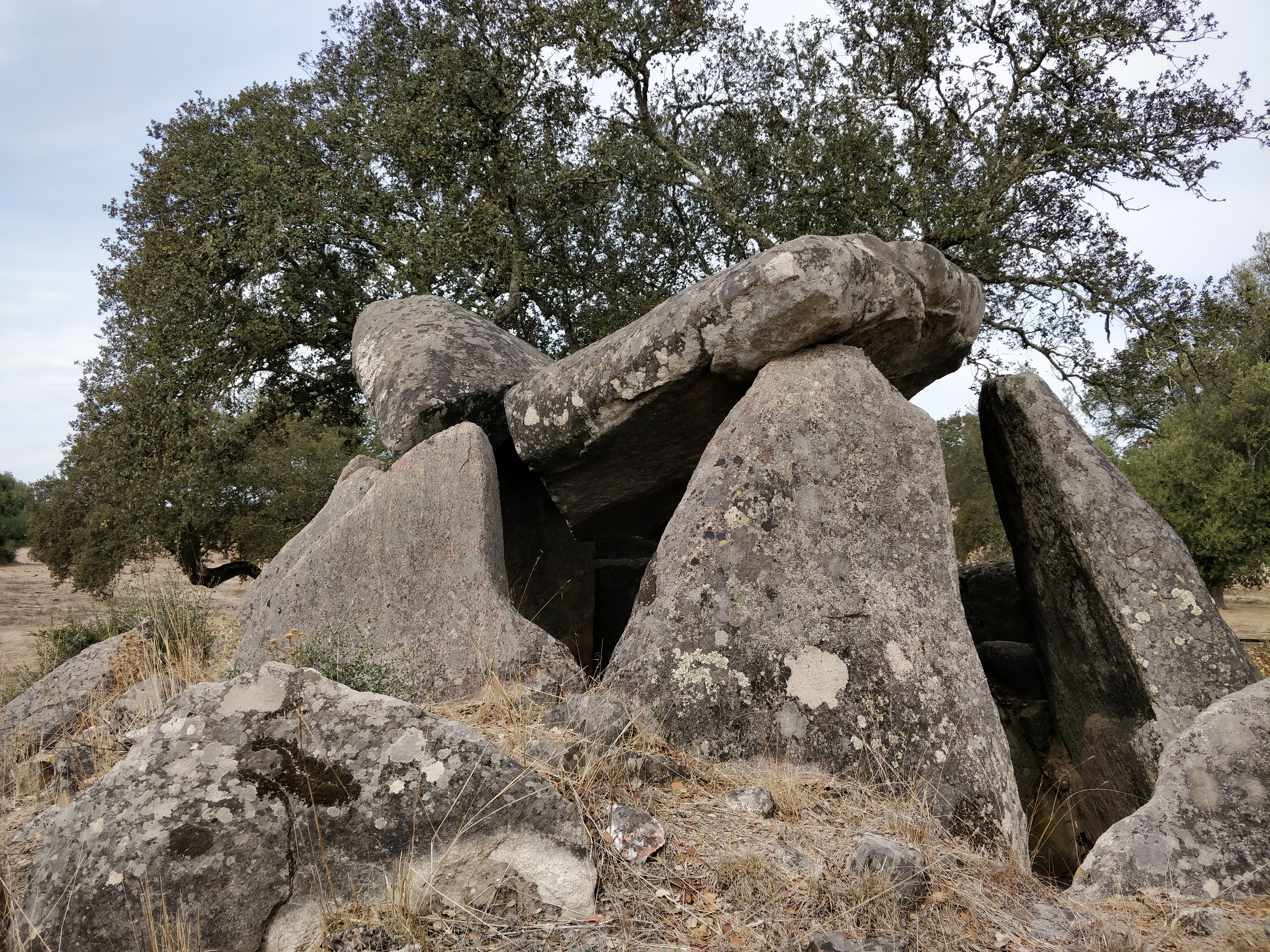